# George Segal
George Segal Jr. (født 13. februar 1934, død 23. marts 2021) var en amerikansk skuespiller og musiker. Segal blev populær i 1960'erne og 1970'erne for at spille både dramatiske og komiske roller. Nogle af hans mest anerkendte roller er i film som Narreskibet (1965), King Rat (1965), Hvem er bange for Virginia Woolf? (1966), Where's Poppa? (1970), 4 uheldige helte (1972), Ud sa' min kone (1973), En pikant affære (1973), Californian Split (1974), For the Boys (1991) og Flirting with Disaster (1996). Han var en af de første amerikanske filmskuespillere til at stige til stjernestatus med et uændret jødisk efternavn; han banede dermed vejen for andre skuespillere som Dustin Hoffman og Barbra Streisand.